# Раздере
Раздере (азерб. Rəzdərə) — село в Зангеланському районі Азербайджану.
Село розміщене на правому березі річки Басутчай та підпорядковується сільраді села Мешедіісмаїлли.
У 1994-2020 роках носило назву Арцахамайр і де-факто перебувало в Кашатазькому районі Нагірно-Карабаської Республіки.